# Kirove, Tomakivka
Kirove (în ucraineană Кірове) este un sat în comuna Ciumakî din raionul Tomakivka, regiunea Dnipropetrovsk, Ucraina.

## Demografie
Componența lingvistică a localității Kirove
     Ucraineană (96,83%)
     Rusă (2,5%)
Conform recensământului din 2001, majoritatea populației localității Kirove era vorbitoare de ucraineană (96,83%), existând în minoritate și vorbitori de rusă (2,5%).